# 갈현로 (서울)

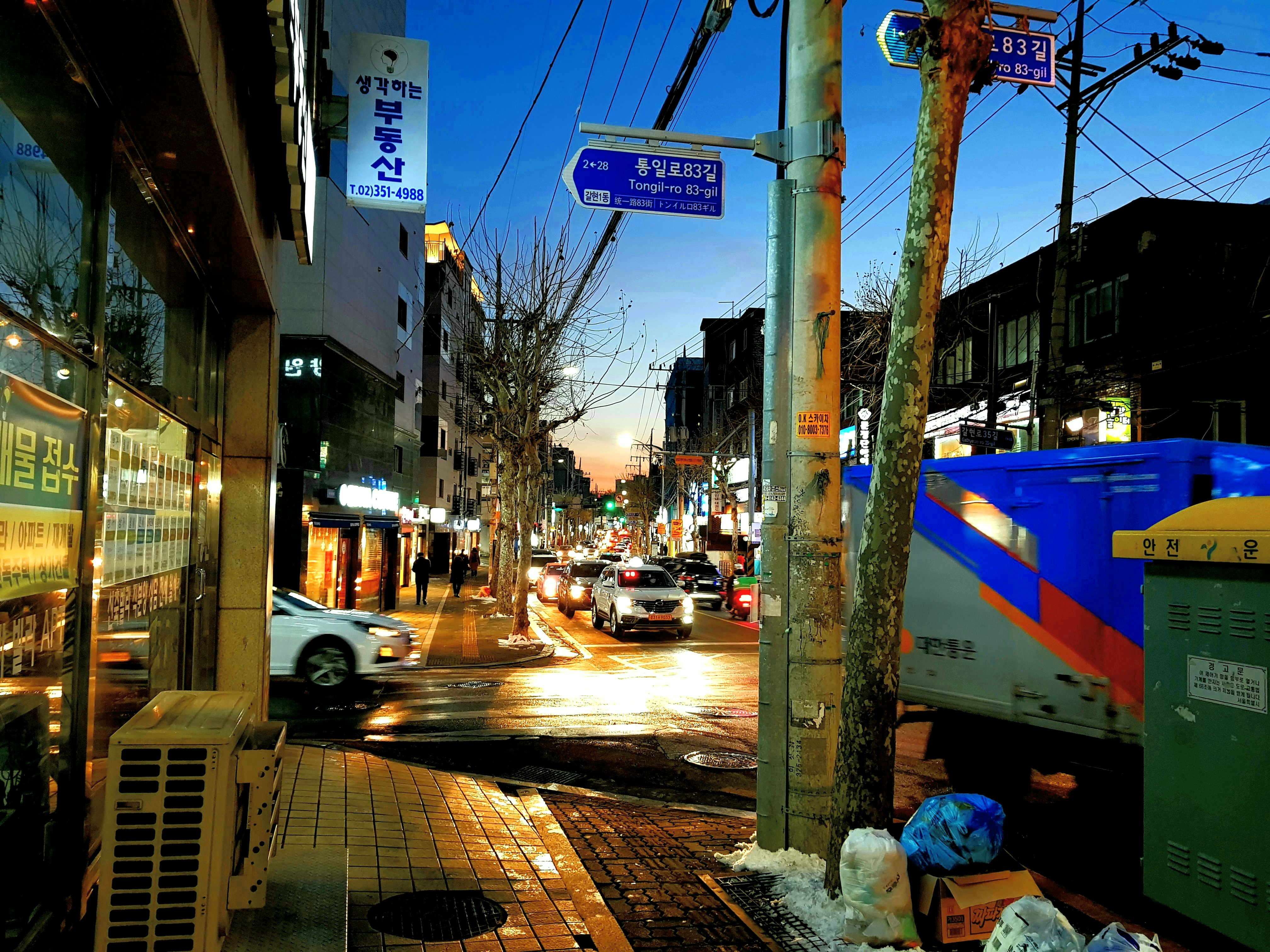
갈현동에서 찍은 갈현로.

갈현로(Galhyeon-ro)는 서울특별시 은평구 신사동고개 삼거리에서 서울특별시 은평구 갈현동을 잇는 도로이다.

## 주요 경유지
서울특별시
- 은평구 (신사동, 역촌동, 구산동, 갈현동)

## 주요 건물 및 시설
- 역촌119안전센터 (서울특별시 은평구 갈현로 80)
- 서울역촌동 우편취급국 (서울특별시 은평구 갈현로 100)
- 구산동새마을금고 본점 (서울특별시 은평구 갈현로 114)
- 구산치안센터 (서울특별시 은평구 갈현로 151)
- 연신내지구대 (서울특별시 은평구 갈현로 195)
- 갈현1동우편취급국 (서울특별시 은평구 갈현로 277)
- 갈현지역아동센터 (서울특별시 은평구 갈현로 282)
- 갈현1동주민센터 (서울특별시 은평구 갈현로 301)